# Speccapollia
Speccapollia is een geslacht van weekdieren uit de klasse van de Gastropoda (slakken).

## Soorten
- Speccapollia africana Fraussen & Stahlschmidt, 2016
- Speccapollia recurva (Reeve, 1846)
- Speccapollia tokiae (Chino & Fraussen, 2015)